# Världsmästerskapen i brottning 2021
Världsmästerskapen i brottning 2021 hölls mellan den 2 och 10 oktober 2021 i Oslo i Norge. Tävlingen arrangerades av Internationella brottningsförbundet och hölls i ishallen Nye Jordal Amfi.
VM bestod av tävlingar i tio viktklasser inom disciplinerna fristil för damer, fristil för herrar och grekisk-romersk stil för herrar.
Tävlingen var efterföljare till VM 2019 då upplagan 2020 blev inställd på grund av coronaviruspandemin. Individuella världscupen 2020 hölls som ersättande tävling för VM. Tävlingen hölls mindre än tre månader efter de olympiska sommarspelen i Tokyo 2021.
På grund av den statliga dopningsavstängningen i Ryssland tävlade ryska idrottare istället för Ryska brottningsförbundet under namnet RWF (Ryska brottningsfederationen). Under ceremonierna framfördes inte den ryska nationalsången och flaggan visades inte heller.

## Schema
I varje viktklass genomfördes kvalomgångar på morgonen och semifinaler på eftermiddagen. Finalerna hölls dagligen från klockan 18 från och med tävlingens andra dag.
| Tävling                        | Datum               |
| ------------------------------ | ------------------- |
| Herrarnas fristil              | 2 – 5 oktober 2021  |
| Damernas fristil               | 4 – 7 oktober 2021  |
| Herrarnas grekisk-romersk stil | 7 – 10 oktober 2021 |

## Deltagare
168 kvinnliga och 482 idrottare från 66 nationer tävlade i VM 2021.
Vissa nationers brottningsförbund skickade inte brottare till VM. Exempelvis deltog inte Kuba och därmed uteblev de olympiska mästaren från Tokyo, Mijaín López och Luis Orta från tävlingarna.
| - Albanien (1) - Argentina (1) - Armenien (12) - Australien (1) - Azerbajdzjan (22) - Bahrain (3) - Belarus (22) - Belgien (1) - Brasilien (6) - Bulgarien (20) - Chile (2) - Colombia (2) - Costa Rica (2) - Danmark (3) - Ecuador (2) - Egypten (3) - Estland (7) - Finland (5) - Frankrike (9) - Georgien (20) - Grekland (3) - Indien (30) | - Iran (20) - Israel (3) - Italien (6) - Japan (30) - Jemen (2) - Kanada (15) - Kazakstan (27) - Kenya (9) - Kirgizistan (15) - Kroatien (4) - Lettland (3) - Litauen (12) - Marocko (1) - Mexiko (9) - Moldavien (15) - Mongoliet (20) - Nepal (2) - Nigeria (2) - Nordmakedonien (2) - Norge (12) - Palestina (1) - Polen (23) | - Puerto Rico (2) - Qatar (1) - Rumänien (8) - Ryska brottningsfederationen (30) - San Marino (1) - Schweiz (1) - Serbien (9) - Slovakien (6) - Spanien (2) - Sri Lanka (5) - Storbritannien (3) - Sverige (8) - Sydkorea (27) - Tadzjikistan (1) - Tjeckien (4) - Turkiet (30) - Tyskland (22) - Ukraina (30) - Ungern (13) - USA (30) - Venezuela (1) - Österrike (4) |

### Sveriges trupp
Sveriges trupp presenterades den 20 september 2021 och bestod av följande brottare:
Fristil för damer
- Jonna Malmgren (53 kg)
  - Kvartsfinal – förlust mot polska Katarzyna Krawczyk[6]
- Johanna Lindborg (59 kg)
  - Bronsmatch – förlust mot indiska Sarita Mor[6]
- Johanna Mattsson (65 kg)
  -  Brons[6]

Grekisk-romersk stil för herrar
- Alexander Bica (63 kg)
  - Åttondelsfinal – förlust mot rumänska Mihai Mihuț
- Bogdan Kourinnoi (77 kg)
  - Åttondelsfinal – förlust mot japanska Kodai Sakuraba[6]
- Alex Kessidis (82 kg)
  - Bronsmatch – förlust mot ryska Adlan Akiev[6]
- Zakarias Berg (87 kg)
  - Kvartsfinal – förlust mot ungerska István Takács[6]
- Pontus Lund (97 kg)
  - Första omgången – förlust mot azeriska Murat Lokyaev

## Lagranking
| Placering | Herrarnas fristil            | Herrarnas fristil | Herrarnas grekisk-romersk stil | Herrarnas grekisk-romersk stil | Damernas fristil             | Damernas fristil |
| Placering | Lag                          | Poäng             | Lag                            | Poäng                          | Lag                          | Poäng            |
| --------- | ---------------------------- | ----------------- | ------------------------------ | ------------------------------ | ---------------------------- | ---------------- |
| 1         | Ryska brottningsfederationen | 173               | Ryska brottningsfederationen   | 152                            | Japan                        | 196              |
| 2         | USA                          | 168               | Iran                           | 146                            | USA                          | 147              |
| 3         | Iran                         | 162               | Azerbajdzjan                   | 107                            | Mongoliet                    | 78               |
| 4         | Georgien                     | 68                | Georgien                       | 92                             | Ukraina                      | 73               |
| 5         | Turkiet                      | 58                | Turkiet                        | 66                             | Indien                       | 67               |
| 6         | Mongoliet                    | 56                | Ungern                         | 60                             | Kirgizistan                  | 65               |
| 7         | Belarus                      | 45                | Japan                          | 54                             | Ryska brottningsfederationen | 64               |
| 8         | Azerbajdzjan                 | 42                | Armenien                       | 49                             | Bulgarien                    | 49               |
| 9         | Polen                        | 39                | Polen                          | 46                             | Kanada                       | 47               |
| 10        | Armenien                     | 39                | Belarus                        | 40                             | Moldavien                    | 45               |

## Resultat

### Herrarnas fristil
| Gren   | Guld                                              | Silver                                        | Brons                                         |
| 57 kg  | Thomas Gilman USA                                 | Alireza Sarlak Iran                           | Horst Lehr Tyskland                           |
| 57 kg  | Thomas Gilman USA                                 | Alireza Sarlak Iran                           | Aryan Tsiutryn Belarus                        |
| 61 kg  | Abasgadzhi Magomedov Ryska brottningsfederationen | Daton Fix USA                                 | Arsen Harutiunjan Armenien                    |
| 61 kg  | Abasgadzhi Magomedov Ryska brottningsfederationen | Daton Fix USA                                 | Toshihiro Hasegawa Japan                      |
| 65 kg  | Zagir Shakhiev Ryska brottningsfederationen       | Amir Mohammad Yazdani Iran                    | Alibek Osmonov Kirgizistan                    |
| 65 kg  | Zagir Shakhiev Ryska brottningsfederationen       | Amir Mohammad Yazdani Iran                    | Tömör-Ochiryn Tulga Mongoliet                 |
| 70 kg  | Magomedmurad Gadzhiev Polen                       | Ernazar Akmataliev Kirgizistan                | Yevgeny Zherbaev Ryska brottningsfederationen |
| 70 kg  | Magomedmurad Gadzhiev Polen                       | Ernazar Akmataliev Kirgizistan                | Zurabi Iakobishvili Georgien                  |
| 74 kg  | Kyle Dake USA                                     | Tajmuraz Salkazanov Slovakien                 | Fazlı Eryılmaz Turkiet                        |
| 74 kg  | Kyle Dake USA                                     | Tajmuraz Salkazanov Slovakien                 | Timur Bizhoev Ryska brottningsfederationen    |
| 79 kg  | Jordan Burroughs USA                              | Mohammad Nokhodi Iran                         | Radik Valiev Ryska brottningsfederationen     |
| 79 kg  | Jordan Burroughs USA                              | Mohammad Nokhodi Iran                         | Nika Kentchadze Georgien                      |
| 86 kg  | Hassan Yazdani Iran                               | David Taylor USA                              | Abubakr Abakarov Azerbajdzjan                 |
| 86 kg  | Hassan Yazdani Iran                               | David Taylor USA                              | Artur Naifonov Ryska brottningsfederationen   |
| 92 kg  | Kamran Ghasempour Iran                            | Magomed Kurbanov Ryska brottningsfederationen | Osman Nurmagomedov Azerbajdzjan               |
| 92 kg  | Kamran Ghasempour Iran                            | Magomed Kurbanov Ryska brottningsfederationen | J'den Cox USA                                 |
| 97 kg  | Abdulrashid Sadulaev Ryska brottningsfederationen | Kyle Snyder USA                               | Mahamed Zakariiev Ukraina                     |
| 97 kg  | Abdulrashid Sadulaev Ryska brottningsfederationen | Kyle Snyder USA                               | Mojtaba Goleij Iran                           |
| 125 kg | Amir Hossein Zare Iran                            | Geno Petriashvili Georgien                    | Mönkhtöriin Lkhagvagerel Mongoliet            |
| 125 kg | Amir Hossein Zare Iran                            | Geno Petriashvili Georgien                    | Taha Akgül Turkiet                            |

### Herrarnas grekisk-romersk stil
| Gren   | Guld                                      | Silver                                         | Brons                                         |
| 55 kg  | Ken Matsui Japan                          | Emin Sefershaev Ryska brottningsfederationen   | Nugzari Tsurtsumia Georgien                   |
| 55 kg  | Ken Matsui Japan                          | Emin Sefershaev Ryska brottningsfederationen   | Eldaniz Azizli Azerbajdzjan                   |
| 60 kg  | Victor Ciobanu Moldavien                  | Zjolaman Sjarsjenbekov Kirgizistan             | Stepan Maryanyan Ryska brottningsfederationen |
| 60 kg  | Victor Ciobanu Moldavien                  | Zjolaman Sjarsjenbekov Kirgizistan             | Murad Mammadov Azerbajdzjan                   |
| 63 kg  | Meisam Dalkhani Iran                      | Leri Abuladze Georgien                         | Kensuke Shimizu Japan                         |
| 63 kg  | Meisam Dalkhani Iran                      | Leri Abuladze Georgien                         | Lenur Temirov Ukraina                         |
| 67 kg  | Mohammad Reza Geraei Iran                 | Nazir Abdullaev Ryska brottningsfederationen   | Ramaz Zoidze Georgien                         |
| 67 kg  | Mohammad Reza Geraei Iran                 | Nazir Abdullaev Ryska brottningsfederationen   | Almat Kebispayev Kazakstan                    |
| 72 kg  | Malchas Amojan Armenien                   | Sergey Kutuzov Ryska brottningsfederationen    | Gevorg Sahakyan Polen                         |
| 72 kg  | Malchas Amojan Armenien                   | Sergey Kutuzov Ryska brottningsfederationen    | Kristupas Šleiva Litauen                      |
| 77 kg  | Roman Vlasov Ryska brottningsfederationen | Sanan Suleymanov Azerbajdzjan                  | Roland Schwarz Tyskland                       |
| 77 kg  | Roman Vlasov Ryska brottningsfederationen | Sanan Suleymanov Azerbajdzjan                  | Mohammad Ali Geraei Iran                      |
| 82 kg  | Rafiq Hüseynov Azerbajdzjan               | Burhan Akbudak Turkiet                         | Adlan Akiev Ryska brottningsfederationen      |
| 82 kg  | Rafiq Hüseynov Azerbajdzjan               | Burhan Akbudak Turkiet                         | Pejman Poshtam Iran                           |
| 87 kg  | Zurab Datunashvili Serbien                | Kiryl Maskevich Belarus                        | Lasha Gobadze Georgien                        |
| 87 kg  | Zurab Datunashvili Serbien                | Kiryl Maskevich Belarus                        | Arkadiusz Kułynycz Polen                      |
| 97 kg  | Mohammad Hadi Saravi Iran                 | Alex Szőke Ungern                              | Artur Sargsian Ryska brottningsfederationen   |
| 97 kg  | Mohammad Hadi Saravi Iran                 | Alex Szőke Ungern                              | G'Angelo Hancock USA                          |
| 130 kg | Ali Akbar Yousefi Iran                    | Zurabi Gedekhauri Ryska brottningsfederationen | Iakob Kadzjaia Georgien                       |
| 130 kg | Ali Akbar Yousefi Iran                    | Zurabi Gedekhauri Ryska brottningsfederationen | Oskar Marvik Norge                            |

### Damernas fristil
| Gren  | Guld                             | Silver                         | Brons                                          |
| 50 kg | Remina Yoshimoto Japan           | Sarah Hildebrandt USA          | Nadezhda Sokolova Ryska brottningsfederationen |
| 50 kg | Remina Yoshimoto Japan           | Sarah Hildebrandt USA          | Dolgorjavyn Otgonjargal Mongoliet              |
| 53 kg | Akari Fujinami Japan             | Iulia Leorda Moldavien         | Katarzyna Krawczyk Polen                       |
| 53 kg | Akari Fujinami Japan             | Iulia Leorda Moldavien         | Samantha Stewart Kanada                        |
| 55 kg | Tsugumi Sakurai Japan            | Nina Hemmer Tyskland           | Oleksandra Khomenets Ukraina                   |
| 55 kg | Tsugumi Sakurai Japan            | Nina Hemmer Tyskland           | Jenna Burkert USA                              |
| 57 kg | Helen Maroulis USA               | Anshu Malik Indien             | Sae Nanjo Japan                                |
| 57 kg | Helen Maroulis USA               | Anshu Malik Indien             | Erkhembayaryn Davaachimeg Mongoliet            |
| 59 kg | Bilyana Dudova Bulgarien         | Akie Hanai Japan               | Baatarjavyn Shoovdor Mongoliet                 |
| 59 kg | Bilyana Dudova Bulgarien         | Akie Hanai Japan               | Sarita Mor Indien                              |
| 62 kg | Aisuluu Tynybekova Kirgizistan   | Kayla Miracle USA              | Nonoka Ozaki Japan                             |
| 62 kg | Aisuluu Tynybekova Kirgizistan   | Kayla Miracle USA              | Enkhbatyn Gantuyaa Mongoliet                   |
| 65 kg | Irina Rîngaci Moldavien          | Miwa Morikawa Japan            | Johanna Mattsson Sverige                       |
| 65 kg | Irina Rîngaci Moldavien          | Miwa Morikawa Japan            | Forrest Molinari USA                           |
| 68 kg | Meerim Zhumanazarova Kirgizistan | Rin Miyaji Japan               | Tamyra Mensah-Stock USA                        |
| 68 kg | Meerim Zhumanazarova Kirgizistan | Rin Miyaji Japan               | Khanum Velieva Ryska brottningsfederationen    |
| 72 kg | Masako Furuichi Japan            | Zhamila Bakbergenova Kazakstan | Buse Tosun Turkiet                             |
| 72 kg | Masako Furuichi Japan            | Zhamila Bakbergenova Kazakstan | Anna Schell Tyskland                           |
| 76 kg | Adeline Gray USA                 | Epp Mäe Estland                | Samar Amer Egypten                             |
| 76 kg | Adeline Gray USA                 | Epp Mäe Estland                | Aiperi Medet Kyzy Kirgizistan                  |

## Medaljtabell
*   Värdland ( Norge)
| Nr                   | Nation                       | Guld | Silver | Brons | Totalt |
| -------------------- | ---------------------------- | ---- | ------ | ----- | ------ |
| 1                    | Iran                         | 7    | 3      | 3     | 13     |
| 2                    | USA                          | 5    | 5      | 5     | 15     |
| 3                    | Japan                        | 5    | 3      | 4     | 12     |
| 4                    | Ryska brottningsfederationen | 4    | 5      | 9     | 18     |
| 5                    | Kirgizistan                  | 2    | 2      | 2     | 6      |
| 6                    | Moldavien                    | 2    | 1      | 0     | 3      |
| 7                    | Azerbajdzjan                 | 1    | 1      | 4     | 6      |
| 8                    | Polen                        | 1    | 0      | 3     | 4      |
| 9                    | Armenien                     | 1    | 0      | 1     | 2      |
| 10                   | Bulgarien                    | 1    | 0      | 0     | 1      |
| 10                   | Serbien                      | 1    | 0      | 0     | 1      |
| 12                   | Georgien                     | 0    | 2      | 6     | 8      |
| 13                   | Turkiet                      | 0    | 1      | 3     | 4      |
| 13                   | Tyskland                     | 0    | 1      | 3     | 4      |
| 15                   | Belarus                      | 0    | 1      | 1     | 2      |
| 15                   | Indien                       | 0    | 1      | 1     | 2      |
| 15                   | Kazakstan                    | 0    | 1      | 1     | 2      |
| 18                   | Estland                      | 0    | 1      | 0     | 1      |
| 18                   | Slovakien                    | 0    | 1      | 0     | 1      |
| 18                   | Ungern                       | 0    | 1      | 0     | 1      |
| 21                   | Mongoliet                    | 0    | 0      | 6     | 6      |
| 22                   | Ukraina                      | 0    | 0      | 3     | 3      |
| 23                   | Egypten                      | 0    | 0      | 1     | 1      |
| 23                   | Kanada                       | 0    | 0      | 1     | 1      |
| 23                   | Litauen                      | 0    | 0      | 1     | 1      |
| 23                   | Norge*                       | 0    | 0      | 1     | 1      |
| 23                   | Sverige                      | 0    | 0      | 1     | 1      |
| Totalt (27 nationer) | Totalt (27 nationer)         | 30   | 30     | 60    | 120    |